# 존 플랭클린
존 프랭클린(John Franklin, 1959년 6월 16일 ~ )은 미국의 배우, 작가, 교사이다.

## 출연 작품

### 영화
- 옥수수밭의 아이들 (1984)
- 사탄의 인형 (1988) - 목소리 출연
- 마법의 비디오 채널 (1988, Andy Colby's Incredible Adventure)
- 아담스 패밀리 (1991)
- 타미와 티렉스 (1994, Tammy and the T-Rex)
- 왝 더 독 (1997)
- 킬링 그라운드 (1998, The Killing Grounds)
- 일리언 6: 더 싸인 666 (1999)
- The Christmas Secret (2000)
- 파이톤 (2000)

### 텔레비전
- 시카고 메디컬 (1996)
- 스타 트렉: 보이저 (2000)
- 브루클린 나인-나인 (2017)
- 프레시 오프 더 보트 (2018)